# Qin Er Shi
Qin Er Shi (en chino, 秦二世; pinyin, Qín Èr Shì; 229 a. C. - octubre de 207 a. C.), literalmente Segundo emperador de la dinastía Qin y cuyo nombre de pila era Huhai, fue emperador de China desde 210 a. C. hasta 207 a. C.

## Nombre
El abuelo de Huhai y padre del primer emperador Qin Shi Huang fue durante un tiempo rehén del estado de Zhao en la época de los reinos combatientes. Allí, en la ciudad de Handan, nació el padre de Huhai. Por esta razón, Huhai adoptó Zhao como su nombre de clan. El nombre Huhai (胡亥) no aparece en las Memorias históricas acompañando a los apellidos Zhao (趙) o Qin (秦). Sin embargo, 秦二世 sí aparece en los capítulos 6 y 7.

## Ascensión al trono: la conspiración del Segundo Emperador
Mientras el emperador Qin Shi Huang realizaba uno de sus viajes a China oriental, murió el 10 de septiembre de 210 a. C. (según el calendario juliano) en la prefectura de Shaqiu, ubicada a dos meses de viaje de la capital, Xianyang. Cuando la corte imperial retornó a la capital, dos meses después, se anunció la muerte del emperador. Teóricamente, su sucesor debería ser su hijo mayor, Fusu.
No obstante, Li Si y el jefe de los eunucos Zhao Gao decidieron conspirar para matar a Fusu, ya que temían perder su poder cuando este llegase al trono, debido a sus simpatías hacia el general Meng Tian, a quien Li Si odiaba. Ambos redactaron una carta falsa de Qin Shi Huang donde éste ordenaba suicidarse a Fusu y a Meng Tian. El plan funcionó, y el segundo hijo de Qin Shi Huang, Huhai, se convirtió en el segundo emperador de la dinastía Qin, con el nombre de Qin Er Shi (秦二世).

## Reinado

### Comienzos como emperador títere
Huhai llegaba al trono con solo 21 años, siendo notablemente dependiente del eunuco Zhao Gao, al punto que este era el verdadero poder tras el trono y Huhai solo un monarca títere. Después de uno de sus viajes, Zhao Gao sugirió comprobar la lealtad de los gobernantes y comandantes militares, permitiéndole deshacerse de la gente contraria al emperador. Seis príncipes imperiales fueron ejecutados, lo cual animó más al emperador a la hora de castigar por delitos menores a la gente. Tres de sus hermanos fueron apresados. Uno de ellos, Jiaglu, miró al cielo y exclamó en voz alta tres veces que él no había cometido ningún delito. Los tres hermanos desenvainaron sus espadas y se suicidaron.
Zhao Gao argüía que el emperador era joven, y siendo este el Hijo del Cielo, su voz nunca debe ser oída y su rostro nunca debe ser mostrado. En consecuencia, el emperador se mantuvo en los palacios interiores, y consultando únicamente con Zhao Gao. Debido a esto, los ministros de la corte rara vez tenían la oportunidad de ver al emperador.

### Las revueltas
Los bandidos y bandoleros se multiplicaron desde distintas direcciones para atacar a los Qin. Los líderes militares, como Chen Sheng querían deslegitimar el Estado de Qin Shi Er, afirmando que Fusu debería haber sido quien gobernase. Uno de los intentos de rebelión fue en el 209 a. C. Se rebelaron en el territorio que antes era el estado de Chu, alegando que estaban restaurando Chu a la grandeza.
En general, Qin Er Shi no fue capaz de lidiar con los rebeldes en todo el país. No era tan capaz como su padre. Muchas revueltas contra él estallaron rápidamente. Su reinado fue una época de agitación social extrema, y todo lo que trabajó el primer emperador se desmoronó en breve plazo. Más tarde, un enviado informó sobre la rebelión en la corte. El emperador se enfureció, y el enviado fue castigado. Después de esto, todos los otros enviados de presentación de informes acerca de levantamientos dirían más tarde que los bandidos estaban siendo perseguidos y capturados. Sin ninguna necesidad de preocuparse, el emperador se sintió complacido.

### La muerte de los ministros y los generales
Los bandidos y bandoleros siguieron creciendo en números. El canciller Feng Quqi, Li Si y el general Jie Feng se acercaron a quejarse de que el ejército de Qin no podía aguantar el creciente número de rebeliones. Se sugirió que la construcción del palacio de Epang (阿房宫) debía ser suspendido, ya que la carga del impuesto era demasiado pesada. El emperador entonces dudó de su lealtad. Tres de ellos fueron entregados a los funcionarios del orden que los sometieron a exámenes para ver si eran culpables de otros delitos. Feng Quqi y Feng Jie se suicidaron para no tener que soportar la vergüenza. Li Si fue encarcelado, y luego asesinado por medio de la pena de los Cinco dolores (tipo de castigo corporal vigente en el sistema penal de la Antigua China). Zhao Gao continuó presionando al emperador, para encontrar asociados leales y castigar a aquellos que mostraran deslealtad con penas más severas. Meng Yi y otros ministros principales fueron ejecutados. Doce de los príncipes fueron ejecutados en una plaza del mercado de Xianyang. Diez princesas en Du fueron ejecutadas y sus cuerpos quedaron destrozados.

### Prueba del caballo y los ciervos
En 27 de septiembre de 207 a. C., el eunuco Zhao Gao puso a prueba su poder contra el del emperador. Primero presentó un ciervo al Emperador, en segundo lugar lo calificó como un caballo. El emperador se echó a reír y preguntó «¿Quizá se equivoca el canciller, llamando caballo a un ciervo?» De los funcionarios que estaban a su alrededor, algunos permanecieron callados, y otros apoyaron a Zhao Gao, afirmando que era un caballo. Zhao Gao ejecutó a los que callaron o dijeron que era un ciervo.

## Colapso de la dinastía Qin
A pesar de Qin fue capaz de suprimir la mayor parte de las rebeliones, estas provocaron graves destrozos. La mano de obra y los suministros se redujeron considerablemente. Por último, Qin fue decisivamente derrotado en la Batalla de Julu. De manera irreflexiva, Qin Er Shi trató de asesinar al general que sufrió la derrota, Zhang Han, lo que condujo a la rendición y el enterramiento posterior de 200.000 soldados vivos de Qin. En total, Qin perdió más de 300.000 hombres. Incluso entonces Qin Er Shi no tomó la derrota en serio, ya que él pensaba que Qin tenía muchas más tropas de repuesto. Por último, un audaz y leal eunuco le dijo la verdad. En el shock consiguiente, Qin Shi Er trató de capturar a Zhao Gao y hacerle responsable.
Zhao Gao, sin embargo, esperaba que Qin Er Shi le pediría cuentas, por lo que conspiró con sus soldados leales para forzar al emperador a suicidarse. Rodeado y sin posibilidad de escapar, Qin Er Shi preguntó al eunuco leal por qué no le dijo la verdad antes. El eunuco respondió que fue el mismo Qin Er Shi quien decidió ejecutar a quien le dijera la verdad.
En el año 207 a. C. la dinastía Qin se derrumbó, después de 15 años desde su creación.  Un hijo de Fusu, Ziying, fue hecho «rey de Qin» con un título menor. Ziying pronto mató a Zhao Gao y se rindió a Liu Bang, un año después.

## Cultura popular
El nombre del emperador, Er Shi (二世), está incluido en la popular terminología cantonesa (二世祖). La frase es un término negativo que describe niños mimados criados por padres ricos, que crecen sin valores morales o poco, o cualquier forma de necesaria preparación para la vida diaria.